# 中田裕
中田 裕（なかた ひろし、1949年（昭和24年）1月8日 - ）は、日本の政治家。元茨城県桜川市長（2期）。

## 来歴
専修大学商学部卒。学校法人役員、茨城県職員、西茨城郡岩瀬町議会議員、牛乳会社（富谷牛乳）社長などを経て、1994年茨城県議会議員に当選した。茨城県議を1期務め、1998年には自由民主党公認で立候補し、再選を目指したが落選した。2002年岩瀬町長に立候補し、当選した。岩瀬町長を2005年に近隣の真壁町と大和村合併し桜川市が発足するまで1期務めた。合併後の市長選挙に立候補し初当選、初代市長となった。2009年に再選。2013年の市長選挙では、元真壁町議、桜川市議の大塚秀喜に敗れた。